# 유엔한국참전국협회
유엔한국참전국협회(UN KOREAN WAR ALLIES ASSOCIATION INC)는 1958년 지갑종 연합신문기자가 유엔참전21개국 감사 순방 때 규합 한 각국 참전용사회의 지지에 힘입어 1963년 외무부 주도로 발족된 ‘한국전쟁참여국 국제협교센터 한국위원회’를 전신으로 하며, 1966년 개명 이후 60여 년간 유엔군 참전국과의 외교적 연대를 기반으로 추모와 기념, 복구와 교류의 정신을 실천해온 민간 보훈외교·안보 단체이다.
한국전쟁 이후 전후 복구의 최전선에서, 주거 복구·국토 개발·사회기반시설 재건을 실질적으로 이끌었던 고위 외교·군사·정계 인사들에 의해 창립되었다. 협회는 대표적으로 유엔군 참전기념비 건립, 유엔기념공원 조성, 해외 순방 및 유가족 위문 등 다양한 외교·추모 활동을 전개하였으며, 이로써 민간 외교의 효시로서의 역할을 수행해왔다. 이러한 협회의 역대 회장들이 실천해온 ‘국가와 국민을 위한 공익적 공급’이라는 이념은 오늘날까지 계승되어, 협회가 보훈 외교의 중심축으로 기능하는 근거가 되고 있다.
1. ↑  “유엔한국참전국협회 웹사이트”.
2. ↑  이석 (2023). 《「한국 전쟁기념물 디자인의 기념비성-유엔군 참전기념비 디자인의 사례 연구」, 서울대학교 디자인학부 디자인역사문화전공 석사학위논문》.